# Чемпионат Узбекистана по волейболу среди мужчин
Чемпионат Узбекистана по волейболу среди мужчин — ежегодное соревнование мужских волейбольных команд Узбекистана. Проводится с сезона 1992/93.

## Формула соревнований
В высшей лиге чемпионата 2020 принимали участие 8 команд: «Узбектелеком» (Самарканд), «Ориент» (Ташкент), АГМК (Алмалык), «Ёшлик» (Фергана), «Национальная гвардия» (Ташкент), «Согдиана» (Навои), «Бухара», КГПИ (Коканд). Чемпионский титул выиграл «Узбектелеком». 2-е место занял «Ориент», 3-е — АГМК.

## Чемпионы
- 1993 «Автомобилчи» Коканд
- 1994 «Автомобилчи» Коканд
- 1995 ЦСКА Чирчик
- 1996 УЗИ-«Самаркандтелеком» Самарканд
- 1997 УЗИ-«Самаркандтелеком» Самарканд
- 1998 УЗИ-«Самаркандтелеком» Самарканд
- 1999 УЗИ-«Самаркандтелеком» Самарканд
- 2000 УЗИ-«Самаркандтелеком» Самарканд
- 2001 УЗИ-«Самаркандтелеком» Самарканд
- 2002 УЗИ-«Самаркандтелеком» Самарканд
- 2003 УЗИ-«Самаркандтелеком» Самарканд
- 2004 АГМК Алмалык
- 2005 УЗИ-«Телеком» Самарканд
- 2006 «Омад» Ташкент
- 2007 УЗИ-«Самарканд» Самарканд
- 2008 УЗИ-«Самарканд» Самарканд
- 2009 «Узбектелеком» Самарканд
- 2010 «Узбектелеком» Самарканд
- 2011 «Узбектелеком» Самарканд
- 2012 «Узбектелеком» Самарканд
- 2013 «Узбектелеком» Самарканд
- 2014 «Ориент» Ташкент
- 2015 «Ориент» Ташкент
- 2016 «Ориент» Ташкент
- 2017 «Ориент» Ташкент
- 2018 «Ориент» Ташкент
- 2019 «Ориент» Ташкент
- 2020 «Узбектелеком» Самарканд

## Источник
- Информация, предоставленная генеральным секретарём Федерации волейбола Узбекистана Леонидом Айрапетянцем.